# Quartetto per il Medio Oriente
Il Quartetto per il Medio Oriente, a volte chiamato Quartetto diplomatico o Quartetto di Madrid (o semplicemente "il Quartetto"), è un gruppo di quattro nazioni e organizzazioni internazionali il cui scopo è favorire una soluzione pacifica al conflitto israelo-palestinese. Il Quartetto comprende le Nazioni Unite, gli Stati Uniti, l'Unione europea e la Russia. Il gruppo fu creato a Madrid nel 2002 dal primo ministro spagnolo José María Aznar, richiamando la Conferenza di Madrid del 1991, come risultato delle escalation in Medio Oriente. L'attuale inviato speciale è il canadese John Clarke, che ha assunto l'incarico dopo Tony Blair e Kito de Boer.

## Storia
L'iniziativa di stabilire il Quartetto si sviluppò dopo lo scoppio della Seconda Intifada, nel settembre del 2000, e dopo l'inefficace cessate il fuoco che ne seguì. Il 25 ottobre 2001, i rappresentanti di USA, UE, ONU e Russia incontrarono il leader palestinese Yasser Arafat ed espressero congiuntamente il loro supporto per la sua politica di implementamento del cessate il fuoco e di riforma dell'Autorità Nazionale Palestinese. Nell'aprile del 2002 i rappresentanti si riunirono e si impegnarono a mettere in atto il cessate il fuoco raggiunto dal governo americano precedentemente. Durante il summit, si impegnarono a trasformare la loro quadruplice cooperazione in un organismo permanente per seguire gli sviluppi del processo di pace fra Israele e Palestina.

## Inviati speciali e negoziati
James Wolfensohn, ex direttore della Banca Mondiale, fu nominato Inviato Speciale per il ritiro di Israele dalla Striscia di Gaza nell'aprile del 2005. Si dimise l'anno successivo per le difficoltà nel trattare con il governo israeliano.
Tony Blair annunciò di accettare l'incarico di inviato speciale del Quartetto il giorno in cui rassegnò le sue dimissioni da primo ministro, 27 giugno 2007. L'approvazione giunse dopo l'iniziale opposizione della Russia. Le Nazioni Unite sostennero Blair nelle sue missioni diplomatiche. Nel maggio del 2008 cercò di organizzare un incontro tra uomini d'affari israeliani e palestinesi che fu tuttavia differito a causa degli scontri recenti; nello stesso mese Blair annunciò un nuovo piano per la pace e i diritti dei Palestinesi, basato prevalentemente sul Peace Valley plan. Nell'agosto 2009, Blair affermò di voler includere Hamas ed Hezbollah nei negoziati ma a condizione che i leader religiosi fossero più coinvolti nelle trattative. Blair lasciò l'incarico il 27 maggio 2015. Gli succedette Kito de Boer, in carica per 5 anni. Dal 2020 l'Inviato Speciale è John N. Clarke.

## Membri attuali
- Nazioni Unite —  Coordinatore Speciale per il Processo di Pace in Medio Oriente Tor Wennesland
- Unione europea — Alto Rappresentante per la Politica Estera e di Sicurezza Comune Josep Borrell
- Russia — Ministro degli esteri Sergej Lavrov
- Stati Uniti — Segretario di Stato Anthony Blinken
- Canada — Inviato speciale John N. Clarke